# 興賢塔 (邛崍)
興賢塔位於四川省成都市邛崍市，文物遺址年代判定為清。2012年7月16日公佈為第八批四川省文物保護單位。

## 簡介[2]
興賢塔位於四川省成都市邛崍市以東25公里的牟禮鎮新街社，塔為仿木三重樓閣式磚砌建築，坐南向北，通高13.5公尺，平面呈六邊形，塔基邊長2.7公尺，全部採用琉璃構件和素陶雕構件砌築而成，紋飾有故事、人物、花卉、文字、幾何紋等，十分精美。塔始建於清道光六年（1826），由彭山工匠修建。底層匾名“字庫”，第二層匾名“倉頡殿”、“文昌宮”，第三層為“興賢塔”、“觀音閣”。建塔原委始塔銘：“以回〈文風）既倒之狂瀾修建字庫，名曰‘興賢塔’，以繼鎮江（塔）之芳蹤，而培闔郡之風水”，是國內少見的清代建築精品。1985年，興賢塔被成都市人民政府公佈為市級文物保護單位。